# 12242 Koon
12242 Koon (1988 QY) là một thiên thể Troia của Sao Mộc, trong nhóm Troia, được phát hiện vào ngày 18 tháng 8 năm 1988 bởi C. S. Shoemaker và E. M. Shoemaker tại trạm thiên văn Palomar.

## Link ngoài
- JPL Small-Body Database Browser ngày 12242 Koon